# Sorompók Nélkül Nemzetközi Multikulturális Fesztivál
A Sorompók Nélkül Nemzetközi Multikulturális Fesztivál a Partium legjelentősebb állandó színházi fesztiválja, egyben Szatmárnémeti város legfontosabb kulturális eseménysorozata. A Szatmárnémeti Északi Színház román és magyar társulata, a Szatmárnémeti Polgármesteri Hivatal, a Szatmárnémeti Városi Tanács és a Szatmár Megyei Tanács közös szervezésében megrendezésre kerülő fesztivál átlagosan 3-7 ezer nézőt vonz évente.

## Céljai
A Sorompók Nélkül Fesztivált nem verseny-fesztiválként, hanem színházi seregszemleként hozták létre. A szervezők elsődleges célja az, hogy a szatmári közönség számára elérhetővé tegyék az adott évad legjelentősebb romániai és magyarországi előadásait, ugyanakkor évente egy-két nemzetközi (olaszországi, németországi, ukrajnai stb.) produkciót is elhozzanak Szatmárnémetibe. 
A rendezvénysorozat arra is lehetőséget biztosít, hogy a város színjátszását bekapcsolják a román és nemzetközi színházi vérkeringésbe, általa párbeszédet folytassanak más, nagy jelentőségű színházi műhelyekkel. Az esemény multikulturális jellegét erősíti, hogy a román nyelvű előadásokon magyar, a magyar nyelvűeken pedig román feliratozást biztosít a színház, így a helyi magyar nézők mellett a román nemzetiségűek is betekintést nyerhetnek a magyarországi és a romániai magyar színházi kultúrába, a Magyarországról érkező nézők pedig nyomon követhetik a meghívott román előadásokat is. A Sorompók Nélkül Fesztivál a szervezők szándéka szerint tehát a multikulturális és nemzetközi párbeszéd terepe a színház nyelvén, elsősorban, de nem kizárólag a szatmárnémeti közönség számára.

## Története
A Sorompók Nélkül Nemzetközi Multikulturális Fesztivált 2007-ben rendezte meg először az Északi Színház, a helyi önkormányzat támogatásával, előtörténete azonban a kilencvenes évek elejéig nyúlik vissza. Az első, Szatmárnémetiben rendezett színházi fesztivál 1992-ben a Nemzetközi Kép-Színház Fesztivál volt, amely hét kiadást ért meg a román tagozat szervezésében. 2006-ban szintén a színház román társulata szervezett fesztivált a Nagybányai Drámai Színházzal közösen, Műhely Nemzetközi Fesztivál címen, amelyen azonban már magyar meghívottak is szerepeltek.
2007-ben Andrei Mihalache román társulatigazgató kezdeményezésére a két tagozat közös szervezésében létrejött az első Sorompók Nélkül Fesztivál, a helyi és a megyei tanács támogatásával. A folyamatosan bővülő rendezvénysorozat fokozatosan a város talán legfontosabb kulturális eseményévé nőtte ki magát, amely Szatmárból és a szomszédos megyékből, valamint határon túlról is egyre növekvő számú közönséget vonz a városba. A rendezvénysorozat keretében olyan jelentős színházi műhelyek fordultak meg Szatmárnémetiben, mint a bukaresti Odeon Színház, a Szegedi Nemzeti Színház, a debreceni Csokonai Színház, a Kolozsvári Állami Magyar Színház, a Kolozsvári Román Nemzeti Színház, a sepsiszentgyörgyi Tamási Áron Színház, a Marosvásárhelyi Nemzeti Színház, a nagyváradi Szigligeti Színház, a Nagyváradi Mária Királyné Színház, a Yorick Stúdió, stb. 
A nagyszínpadi, stúdiótermi és szabadtéri színházi előadások mellett számos koncert, kiállítások, filmvetítések, felolvasóestek is színesítik a műsorkínálatot.

## Látogatottsága
A fesztivál évente 3-7 ezer nézőt vonz. Míg 2010-ben 3500 néző vett részt a különböző programokon, 2011-ben már 7000, 2012-ben pedig, a szabadtéri előadásokat ellehetetlenítő rossz időjárás ellenére is, 6000 néző látogatta a fesztivált.

## Szervezők
A fesztivál szervezői:
- Szatmárnémeti Északi Színház, román tagozat
- Harag György Társulat
- Szatmárnémeti Polgármesteri Hivatala
- Szatmárnémeti Városi Tanács
- Szatmár Megyei Tanács

## Helyszínek
- Északi Színház, nagyterem
- Ács Alajos Stúdió
- Szakszervezetek Művelődési Háza
- Szabadtéri Színpad (a Tűzoltótoronynál)
- Szépművészeti Múzeum

## Fesztiváligazgatók
A fesztivál a szatmárnémeti  színház főigazgatójának és a két társulat művészeti igazgatóinak közös igazgatásában kerül megrendezésre. Az elmúlt években a fesztivál igazgatói voltak: Andrei Mihalache, Keresztes Attila, Stier Péter, és Bessenyei István.

## Meghívottak
Az elmúlt években a fesztivál meghívottai voltak:
- Andrei Mureșanu Színház, Sepsiszentgyörgy
- Ariel Ifjúsági és Gyermekszínház, Marosvásárhely
- Ariel Városi Színház, Râmnicu Vâlcea
- ARTemotion, Nagyvárad
- AșA (Aici și Acum) Színház (Itt és Most Színház)
- Babeș-Bolyai Tudományegyetem, Színház és Televízió Kar
- Bákói Bacovia Színház
- Bárka Színház, Budapest
- Beregszászi Illyés Gyula Magyar Nemzeti Színház
- Budapesti Kamaraszínház
- Bukaresti Kisszínház
- Csíki Játékszín
- Csokonai Színház, Debrecen
- Dupblat Társulat, Marosvásárhely
- Északi Színház, román tagozat
- Familia Ferrari Parma Bábszínház, Olaszország
- Harag György Társulat
- Háromszék Táncegyüttes
- HOPPart Társulat, Budapest
- Incubator 13
- Invisible Woodwork
- Ion D. Sîrbu Petrozsényi Drámai Színház
- Karácsonkői Ifjúsági Színház
- Kolozsvári Állami Magyar Színház
- Macondo Udvar- és Kamaraszínház
- Nagyváradi Állami Színház, Iosif Vulcan Társulat
- Nagyváradi Mária Királyné Színház
- NOT Társulat, Marosvásárhely
- Odeon Színház, Bukarest
- Resicabányai Nyugati Színház
- Szegedi Nemzeti Színház
- Tamási Áron Színház, Sepsiszentgyörgy
- Telluris Társulat, Olaszország
- Újszínház, Budapest
- Yorick Stúdió, Marosvásárhely
- ZOOM Társulat, Marosvásárhely
- 74 Színház, Marosvásárhely